# Delayed
Delayed is een album van de Zweedse progressieve rockgroep Älgarnas Trädgård. Het is het tweede album van deze groep, maar verscheen pas ruim 25 jaar na de opnames. Het album werd opgenomen in de loop van 1973 en 1974, na veel toeren, maar de groep hield het voor het bekeken nog voor het album verscheen. Pas in 2001 werden deze oude opnames weer opgediept, gemixt en uitgebracht op cd. De albumtitel is Engels voor "vertraagd, opgehouden".

## Tracks
1. "Takeoff" (7:55)
2. "Interstellar cruise" (12:39)
3. "Reflection" (0:40)
4. "Almond raga" (7:34)
5. "Beetlewater" (3:37)
6. "The arrival of autumn" (4:41)
7. "My childhood trees" (7:30)

## Bezetting
- Andreas Brandt: viool, zang, percussie, fluit
- Mikael Johansson: bas, handdrum, citer, tabla, percussie
- Dennis Lundh: drums, tabla, percussie, zink, mondharp
- Dan Söderqvist: gitaar, percussie
- Jan Ternald: mellotron, piano, moog, orgel, elektrische piano
- Sebastian Ödberg: cello, fluit, sitar, tabla